# Polanco, Chihuahua
Polanco är en ort i Mexiko.   Den ligger i kommunen Batopilas och delstaten Chihuahua, i den nordvästra delen av landet, 1 200 km nordväst om huvudstaden Mexico City. Polanco ligger 1 405 meter över havet och antalet invånare är 537.
Terrängen runt Polanco är bergig norrut, men söderut är den kuperad. Runt Polanco är det mycket glesbefolkat, med 6 invånare per kvadratkilometer. Polanco är det största samhället i trakten. I omgivningarna runt Polanco växer huvudsakligen savannskog.